# Among Us
Among Us е мултиплейър онлайн игра, разработена и публикувана от американското студио за игри InnerSloth. Пусната е на 15 юни 2018 г. Играта е на космическа тематика, в която играчите поемат по една от две роли – работници и убийци.
Целта на работниците е да идентифицират убийците и да ги елиминират, докато изпълняват задачи около картата; целта на убийците е тайно да саботират и убият работниците, преди да изпълнят всичките си задачи. Чрез мажоритарно гласуване играчите, за които се смята, че са убийци, могат да бъдат отстранени от играта. Ако всички убийци бъдат елиминирани или всички задачи са изпълнени, работниците печелят; ако има еднакъв брой убийци и работници или ако критичен саботаж остане неразрешен, убийците печелят. Механиката на играта много напомня традиционно известната „Мафия“ и „Върколаци“.
Играта е пусната още през 2018 г., но основна популярност печели през пролетта и лятото на 2020 г., когато много известни стриймъри на Twitch и YouTube започват да я играят. В отговор на популярността на играта през август 2020 г. е обявено продължение Among Us 2. Месец по-късно през септември обаче планираното продължение е отменено, тъй като вместо това екипът насочва вниманието си към подобряване на оригиналната игра.